# TLC: Tables, Ladders & Chairs 2019
TLC: Tables, Ladders & Chairs 2019 è stata l'undicesima edizione dell'omonimo evento in pay-per-view prodotto annualmente dalla WWE. L'evento si è svolto il 15 dicembre 2019 al Target Center di Minneapolis (Minnesota).

## Storyline
Prima di Survivor Series, King Corbin e Roman Reigns hanno iniziato una faida. Durante tale evento, inoltre, Corbin ha causato involontariamente l'eliminazione di Mustafa Ali, membro del suo team, e successivamente Reigns ha colpito Corbin con una Spear, causandone l'eliminazione. Nella successiva puntata di SmackDown Corbin ha affermato di essere stato lui a causare di fatto la vittoria del Team SmackDown a Survivor Series, e ha mandato Dolph Ziggler e Robert Roode contro Reigns, con quest'ultimo che ha affrontato e sconfitto Roode. In seguito, un Tables, Ladders and Chairs match tra King Corbin e Roman Reigns è stato annunciato per TLC.
Nella puntata di SmackDown dell'8 novembre Big E e Kofi Kingston hanno sconfitto i Revival conquistando lo SmackDown Tag Team Championship per la quinta volta. Nella puntata di SmackDown del 6 dicembre i Revival hanno vinto un Fatal 4-Way Tag Team Elimination match contro gli Heavy Machinery, i Lucha House Party (Gran Metalik e Lince Dorado) e Mustafa Ali e Shorty G, diventando gli sfidanti allo SmackDown Tag Team Championship del New Day per TLC, con il 13 dicembre che tale incontro è stato trasformato in un Ladder match.
Nella puntata di SmackDown del 29 novembre l'Universal Champion "The Fiend" Bray Wyatt ha brutalmente attaccato Daniel Bryan durante il suo match contro The Miz, trascinandolo dentro il ring, e strappandogli i capelli. Nella successiva puntata di SmackDown del 6 dicembre Bray Wyatt, nella sua versione borghese, durante le puntate della Firefly Funhouse, ha iniziato morbosamente a menzionare la famiglia di The Miz (composta dalla moglie Maryse e la figlia Monroe Sky) durante il Miz TV, causando l'ira di quest'ultimo. Un match non titolato tra Wyatt e The Miz è stato annunciato per TLC.
Nella puntata di Raw del 18 novembre Buddy Murphy si è recato allo spogliatoio di Aleister Black per sfidarlo, non trovandolo. Nella successiva puntata del 25 novembre, dopo aver sconfitto Matt Hardy, Murphy ha sfidato ufficialmente Black, e nella puntata del 9 dicembre è stato annunciato che i due si affronteranno a TLC.
A Survivor Series, Asuka ha colpito Charlotte Flair con il Green Mist durante il match femminile a squadre permettendo l'eliminazione della Flair. Nella puntata di Raw del 2 dicembre Charlotte ha affrontato le Kabuki Warriors (Asuka e Kairi Sane) in un 2-on-1 Handicap match venendo sconfitta. Nella puntata del 9 dicembre la Raw Women's Champion Becky Lynch ha sconfitto le Kabuki Warriors per squalifica, e poco dopo, nel backstage, è stata supportata dalla Flair, mentre le giapponesi hanno deciso di mettere in palio il loro Women's Tag Team Championship contro la Lynch e la Flair in un Tables, Ladders and Chairs match per TLC.
Prima del Draft del 2019, Rusev, sua moglie Lana e Bobby Lashley sono tutti tornati dalla loro pausa; nella puntata di Raw del 30 settembre Rusev ha affrontato Seth Rollins per l'Universal Championship ma il match si è interrotto quando Lashley è apparso sullo stage assieme a Lana, con i due che si sono baciati appassionatamente. Dopo il Draft, tutti e tre sono stati assegnati al roster di Raw, con Lashley e Lana che hanno continuato a tormentare Rusev con la loro relazione amorosa nelle successive settimane. Lana ha spiegato di aver tradito Rusev perché lui l'aveva tradita per prima e che era un depravato fissato col sesso. I documenti di divorzio e un ordine restrittivo sono stati infine emessi contro Rusev. Nella puntata di Raw del 25 novembre Rusev ha rotto l'ordine restrittivo e attaccato brutalmente Lashley, venendo portato via dalla sicurezza. La settimana seguente, Rusev ha rotto nuovamente l'ordine restrittivo e ha attaccato Lashley, sebbene la sicurezza non avesse tentato di fermarlo. La sicurezza a sua volta ha arrestato Lashley e Lana dopo che Lashley ha spinto un poliziotto e Lana ne ha schiaffeggiato uno. Nella puntata di Raw del 9 dicembre Lana e Rusev hanno firmato i loro documenti sul divorzio in base all'accordo secondo il quale Rusev avrebbe ottenuto un Tables match per TLC.
L'11 dicembre è stato annunciato che i Viking Raiders avrebbero difeso il Raw Tag Team Championship in una Open Challenge a TLC.
Il 15 dicembre è stato annunciato che Andrade e Humberto Carrillo si affronteranno nel kickoff dopo la vittoria di Carrillo avvenuta nella puntata di Raw dell'11 dicembre.

## Risultati
| #       | Match                                                                         | Stipulazioni                                                                       | Durata |
| ------- | ----------------------------------------------------------------------------- | ---------------------------------------------------------------------------------- | ------ |
| Kickoff | Humberto Carrillo ha sconfitto Andrade (con Zelina Vega)                      | Single match                                                                       | 12:45  |
| 1       | Il New Day (c) ha sconfitto i Revival                                         | Tag team ladder match per il WWE SmackDown Tag Team Championship                   | 19:20  |
| 2       | Aleister Black ha sconfitto Buddy Murphy                                      | Single match                                                                       | 13:45  |
| 3       | Viking Raiders (c) vs. Karl Anderson e Luke Gallows è terminato in no-contest | Tag team match per il WWE Raw Tag Team Championship                                | 8:30   |
| 4       | King Corbin ha sconfitto Roman Reigns                                         | Tables, ladders and chairs match                                                   | 22:20  |
| 5       | Bray Wyatt ha sconfitto The Miz                                               | Single match                                                                       | 6:40   |
| 6       | Bobby Lashley (con Lana) ha sconfitto Rusev                                   | Tables match                                                                       | 13:30  |
| 7       | Le Kabuki Warriors (c) hanno sconfitto Becky Lynch e Charlotte Flair          | Tag team tables, ladders and chairs match per il WWE Women's Tag Team Championship | 26:00  |